# Dragan Skočić
Dragan Skočić (* 3. September 1968 in Rijeka) ist ein ehemaliger kroatischer Fußballspieler und heutiger -trainer.

## Karriere

### Spieler
Er spielte von mindestens der Saison 1987/88 bis zur Spielzeit 1990/91 in seiner Heimat bei HNK Rijeka. Von dort wechselte er danach nach Spanien um bei UD Las Palmas zu spielen. In seiner Zeit hier stieg er nach einer Saison in der 2ª División am Ende mit dem Team ab. Zur Spielzeit 1993/94 wechselte er noch einmal innerhalb des Landes weiter zur SD Compostela. Hier gelangen ihm in seiner ersten Saison der Aufstieg in die Primera Division.
Nach dieser Zeit in Spanien kehrte er zurück in Kroatien kurzzeitig wieder zu HNK zurück, wo er aber auch nach einem halben Jahr verschwand. Erst zur Saison 2001/02 finden sich seine Spuren beim NK Novalja wieder. Wo er bis zum Ende der Spielzeit 2003/04 aktiv war. Zuletzt ließ er daran anschließend in den VAE bei Ittihad Kalba seine Karriere ausklingen und beendete diese zum Jahresende 2004.

### Trainer
Bei HNK startete er dann auch seine Karriere als Trainer und begleitete die Mannschaft dort von November 2005 bis Ende September 2006. Danach verschlug es ihn im Januar 2007 zum damals noch ziemlich neuem Klub Interblock Ljubljana in Slowenien. Hier verblieb er dann auch bis zum Saisonende 2007/08, in welcher er mit seiner Mannschaft den Pokal gewann.
Erstmals im arabischen Raum schlug er darauf zur Saison 2009/20 beim al-Arabi SC in Kuwait auf, welchen er bis zum Saisonende trainierte. Im darauffolgenden Januar folgte eine weitere kurze Station beim al-Nasr FC in Saudi-Arabien, wo er bis Ende Mai an der Seitenlinie stand.
Von März bis April 2012 stand er danach noch einmal für ein paar Partien für HNK Rijeka bereit. Ab Mai 2013 trainierte er dann im Iran Malavan Anzali, danach wechselte er im Mai 2014 weiter zum Foolad FC, wo er bis zum Ende der Spielzeit 2015/16 coachte. Weiter ging es dann ab Januar 2018 bis zum Ende der laufenden Spielzeit bei Khooneh Be Khooneh Mazandaran. Dem wiederum folgte ab der Spielzeit 2019/20 eine Zeit bei Sanat Naft, welche bis Februar 2020 überdauerte. Denn daran anschließend nahm er das Angebot an Cheftrainer der iranischen Nationalmannschaft zu werden. Hier löste er Marc Wilmots ab und schaffte es mit dem Team am Ende sich für die Weltmeisterschaft 2022 zu qualifizieren. Im August 2022 wurde er nach diesem Erfolg vom Verband gefeuert. An seiner Stelle wurde am 7. September 2022 Carlos Queiroz eingesetzt, welcher zuvor schon einmal diesen Posten innehatte.